# Chondrodactylus pulitzerae
Chondrodactylus pulitzerae (товстопалий гекон Пулітцера) — вид геконоподібних ящірок родини геконових (Gekkonidae). Мешкає в Південній Африці.

## Поширення й екологія
Товстопалі гекони Пулітцера мешкають на заході Анголи, а також у регіоні Каоковельд на північному заході Намібії. Вони живуть у сухих саванах і напівпустелях, де трапляються серед скель, на висоті до 2000 м над рівнем моря.